# Bitva o Übach-Palenberg
Bitva o Übach-Palenberg bylo střetnutí, během kterého se silám XIX. sboru americké 1. armády ve dnech 2. – 9. října 1944 podařilo severně od Cách překročit řeku Wurm a prolomit zde Scharnhorstovu linii, která byla součástí tzv. Západního valu (spojenci označován jako Siegfriedova linie). Tento úsek fronty bránil LXXXI. armádní sbor německé 7. armády. Střetnutí proběhlo v rámci širší, dlouho trvající operace, jejímž cílem bylo dokončit obklíčení Cách a v konečné fázi dobýt toto město.

## Bitva
Útok, jehož cílem bylo u města Übach-Palenberg (vzniklo spojením obcí Übach a Palenberg) prorazit Scharnhorstovu linii, tvořenou velkým počtem betonových bunkrů a množstvím zátarasů a překážek, měla začít zkušená 30. pěší divize, součást XIX. sboru, kterému velel generálmajor Charles Corlett. Fronta v této oblasti byla poměrně klidná, proto byla zdejší obranná postavení sice dostačující, ale nikterak hluboká, na rozdíl od německých postavení před městem Cáchy a jižně od něj (Hürtgenský les), kde americké jednotky zabředly do dlouhých a vyčerpávajících bojů.

### Übach-Palenberg

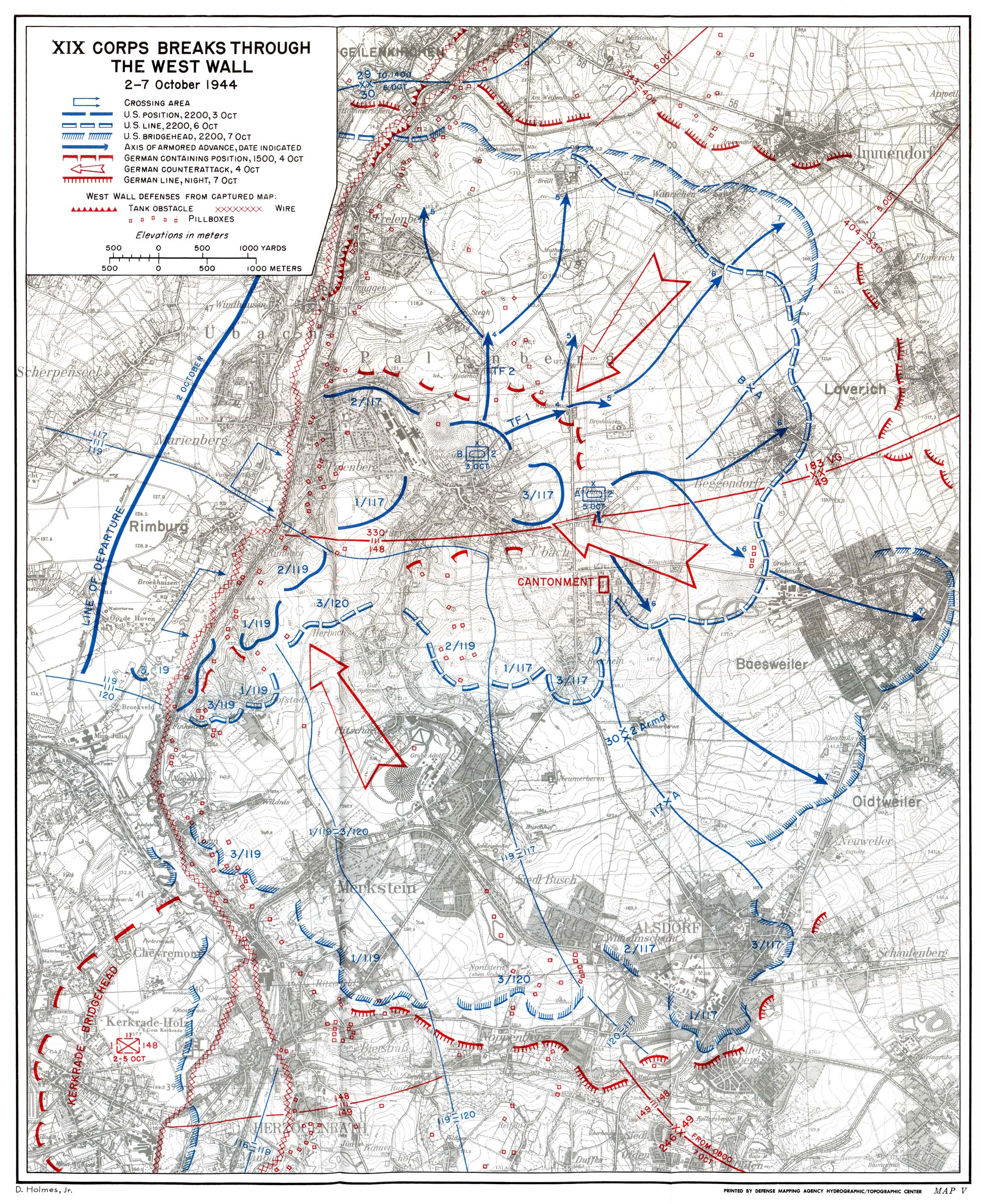
Vývoj taktické situace v oblasti Übach-Palenbergu od 2. do 7. října 1944

Ráno 2. října započal útok 30. pěší divize překročením řeky Wurm. Ještě předtím provedla 29. pěší divize pro odvedení pozornosti Němců klamnou operaci na jiném úseku fronty. Útoku předcházel nálet a týdenní dělostřelecké bombardování. Počáteční odpor byl slabý. Večer již americká pěchota kontrolovala východní část Palenbergu, který ležel za řekou. Řeka byla taktéž překročena o 2 kilometry na jih u Rimburgu. Útok zasáhl pomezí dvou sektorů, z nichž jeden byl držen německou 183. Volksgrenadier divizí (nový typ německých pěších divizí, budovaný od léta/podzimu 1944) a druhý bránila 49. pěší divize. Obě tyto divize byly součástí LXXXI. sboru pod velením pěchotního generála Friedricha Köchlinga. Ve 3:00 3. října Němci provedli protiútok směrem na Palenberg, jenž byl zastaven těžkou dělostřeleckou palbou. Večer téhož dne již měli Američané většinu Übachu i Palenbergu pod kontrolou.
Přes řeku neustále proudily americké síly. Posily však dorazily i Němcům, a to včetně brigád stíhačů tanků (jejichž jádro tvořila útočná děla Sturmgeschütz III), připravujících se na další protiútok. Němci plánovali udeřit z Alsdorfu, který ležel na jih od Übachu a Palenbergu, směrem na sever k těmto dvěma městům. Útok byl zahájen 4. října ve 2:15 ráno. Němcům se podařilo prorazit do Übachu, následně však byli vytlačeni americkým protiútokem. Další německý útok byl zastaven americkou dělostřeleckou palbou. Rota G 67. tankového pluku

americké 2. tankové divize dostala rozkaz postoupit z Übachu směrem na východ, na Beggendorf. To vyústilo ve střet obrněnců. Kvůli obavám vrchního velitele na západní frontě polního maršála Gerda von Rundstedta, že k dojde k průlomu, byly do tohoto úseku fronty přesunuty jednotky z oblasti Cách včetně tankových záloh.

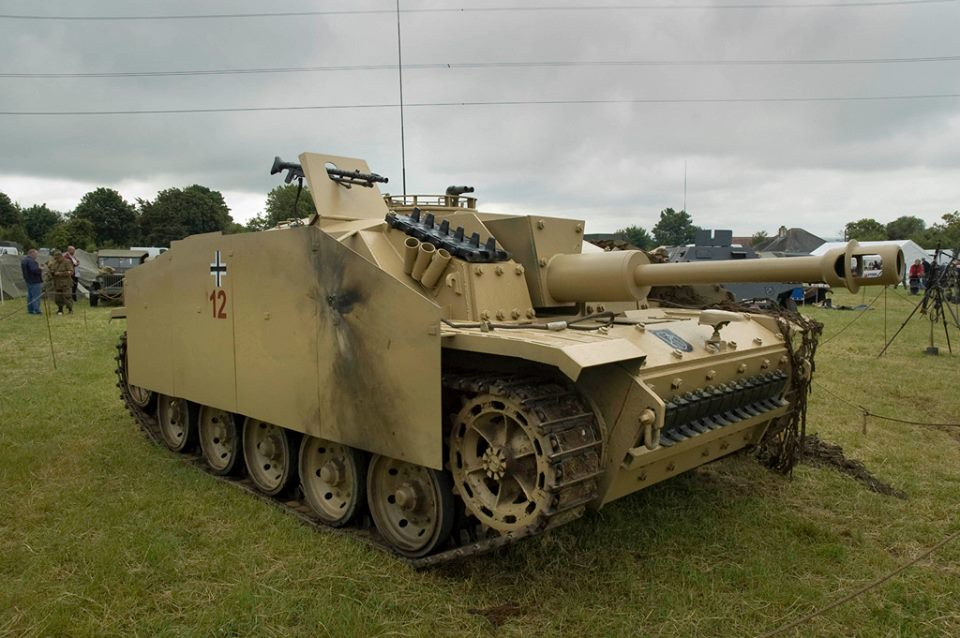
Útočné dělo Sturmgeschütz III, páteř německých obrněných sil v bojích u Übach - Palenbergu

### Úder na jih
Američané útočili po celé délce fronty u Übach-Palenbergu a obsadily Merkstein na jih od něj. Německé úsilí o znovudobytí tohoto města vyústilo v zuřivé boje. 5. října Američané vstoupili do Beggendorfu na východě. 7. října dosáhl americký 66. tankový pluk s dalšími silami měst Baesweileru a Alsdorfu 4 kilometry jihovýchodně od Übachu a obsadil je. Alsdorf měl pro Němce velký význam - vedla přes něj jedna ze dvou hlavních silnic do Cách ze severu. Proto bylo rozhodnuto, že musí být znovu dobyt za každou cenu.
Pěchotní generál Friedrich Köchling, velitel LXXXI. sboru, měl v plánu zahájit protiútok za úsvitu 8. října, začal ale až v 9:15 z důvodu pozdního příchodu části německých sil. Alsdorf byl v té době v rukou 1. a 3. praporu 117. pěšího pluku americké 3. divize. Oba prapory vyrazily z Alsdorfu na jih v 7:25, tedy ještě před německým útokem. V Alsdorfu zůstal jen zlomek sil těchto dvou praporů. Obě postupující síly se poté střetly a část těch německých se dostala do města. Do zhruba 16:00 byli Němci z Alsdorfu opět vytlačeni.
Jejich nezdařený útok osud Cách zpečetil. V tentýž den byl obnoven americký útok jižně od Cách a obklíčení města bylo po dalších tvrdých bojích dokončeno 16. října. Město padlo 21. října.

## Shrnutí
I přes značnou nevýhodu co se týče kvantity obrněné techniky a kvantity a kvality mužstva (v posledních dvou letech války trpěla pěchota i osádky obrněnců nedostatečným výcvikem), zmohli se Němci 2. až 9. října v oblasti Übach-Palenbergu na zarputilý odpor a neméně tvrdé byly i jejich protiútoky. Obě strany ztratily přes 40 tanků, stíhačů tanků a útočných děl. Řada dalších vozidel však byla vyřazena, opravena a opět vrácena do služby.

### Použitá literatura
- Zaloga, S. Stíhač tanků M10 vs útočné dělo Stug III Německo 1944, 1. vyd. Praha: Grada publishing, a.s., 2014. ISBN 978-80-247-5108-5.